# Lagoa do Peixinho
Der Lagoa do Peixinho (portugiesisch für „Goldfischteich“) ist ein See im Hochland der Azoreninsel Pico. Er liegt auf 875 Meter Höhe in einer Senke am Fuß der Lomba do Cácere (973 Meter) und nur etwa einen Kilometer vom Lagoa da Rosada entfernt. Der eutrophe See ist neun Meter tief und bedeckt eine Fläche von 2,5 Hektar.